# Adrien Briffod
Adrien Briffod, född 2 augusti 1994, är en schweizisk triathlet. 

## Karriär
I juni 2023 tog Briffod brons vid EM i Madrid.  Samma månad tog han även brons i olympisk distans vid europeiska spelen i Kraków-Małopolska.